# Survival of the Sickest
Survival of the Sickest é o quarto álbum de estúdio da banda Saliva, lançado a 17 de Agosto de 2004.
O disco atingiu o nº 20 da Billboard 200 e Top Internet Albums.

## Faixas
1. "Rock & Roll Revolution" (Scott, Swinny) - 4:39
2. "Bait & Switch" (Scott, Swinny) - 3:34
3. "One Night Only" (Scott) - 3:54
4. "Survival of the Sickest" (Scott, Swinny) - 4:07
5. "No Regrets (Volume 2)" (Baskette, Crosby, Scott, Swinny) - 5:01
6. "Two Steps Back" (D'abaldo, Scott, Swinny) - 3:33
7. "Open Eyes" (Baskette, Scott, Swinny) - 3:56
8. "Fuck All Y'All" (D'abaldo, Scott, Swinny) - 3:28
9. "I Want You" (Scott, Swinny) - 3:41
10. "Carry On" (D'abaldo, Novotny, Scott) - 3:30
11. "Razor's Edge" (feat. Brad Arnold dos 3 Doors Down) (Novotny, Scott, Swinny) - 3:22
12. "No Hard Feelings" (Baskette, Crosby, Scott, Swinny) - 3:56
13. Faixa em branco - 0:05
14. "Sex, Drugs, & Rock N' Roll" - 4:17

## Créditos
- Brad Arnold - Vocal de apoio
- Paul Crosby - Bateria
- Chris D. - Guitarra rítimca, vocal de apoio
- Paul Ebersold - Teclados
- Scott Hardin - Vocal de apoio
- Jackie Johnson - Vocal de apoio
- Dave Novotny - Baixo, vocal de apoio
- Josey Scott - Guitar acústica, percussão, vocal
- Wayne Swinny - Guitarra, guitarra rítimca, vocal de apoio